# さすらいのガンマン
『さすらいのガンマン』（原題：Navajo Joe）は、1966年制作のマカロニ・ウェスタン。セルジオ・コルブッチ監督、バート・レイノルズ主演。

## あらすじ
あるインディアンの集落が突然、ダンカン率いる盗賊一味の襲撃を受け、住民はことごとく殺害されてしまった。生き残ったのは、ジョーという腕のたつ若者一人だけだった。
ジョーは家族の仇であるダンカン一味を追い、たどり着いた町で一味が列車強盗を計画している事を知る。ジョーはこれを機会に復讐を果たそうとする。

## キャスト
| 役名           | 俳優                       | 日本語吹替                      |
| 役名           | 俳優                       | NETテレビ版                     |
| -------------- | -------------------------- | ------------------------------- |
| ナバホ・ジョー | バート・レイノルズ         | 田中信夫                        |
| ダンカン       | アルド・サンブレル         | 小林清志                        |
| ラティガン神父 | フェルナンド・レイ         | 大木民夫                        |
| エステラ       | ニコレッタ・マキャヴェリ   | 池田昌子                        |
| リン           | ピーター・クロス           | 小林修                          |
| ジェフリー     | ルチオ・ロサト             | 青野武                          |
| マリア         | タニヤ・ロパート           | 翠準子                          |
| バーバラ       | フランカ・ポルセッロ       | 鈴木弘子                        |
| チャック       | アントニオ・インペラート   | 八奈見乗児                      |
| ブラックウッド | アンヘル・アルヴァレス     | 今西正男                        |
| クレイ         | マリオ・ランフランチ       | 北村弘一                        |
| バルティ       | アルヴァロ・デ・ルナ       | 加藤精三                        |
| ロベルト       | ロレンツォ・ロブレド       | 石森達幸                        |
| モンキー       | サイモン・アリアガ         | 立壁和也                        |
| リーガン       | ジャンニ・ディ・ストルフォ | 上田敏也                        |
| ジョンソン     | ロベルト・パオレッティ     | 緑川稔                          |
| ゴルド         | クリス・ウェルタ           | 大宮悌二                        |
| ハンナ         | ヴァレリア・サベル         | 稲葉まつ子                      |
| ジェラルディン | ルチア・モダクノ           | 渡辺典子                        |
| アブラシン     | ラファエル・アブラシン     | 仲木隆司                        |
| オルテス       | アンヘル・オルティス       | 田中康郎                        |
| 不明 その他    |                            | 渡部猛 西山連 清川元夢 野島昭生 |
|                |                            |                                 |
| 演出           | 演出                       | 春日正伸                        |
| 翻訳           | 翻訳                       | 木原たけし                      |
| 効果           |                            |                                 |
| 調整           |                            |                                 |
| 制作           | 制作                       | 東北新社                        |
| 解説           | 解説                       | 淀川長治                        |
| 初回放送       | 初回放送                   | 1973年6月3日 『日曜洋画劇場』   |